# Les aventures extraordinàries d'en Massagran
Les aventures extraordinàries d'en Massagran (1910) és el llibre més conegut de la literatura infantil de Josep Maria Folch i Torres i conté la primera aparició del personatge Massagran.
Va ser publicat en forma de fulletó per encàrrec a En Patufet el 7 de maig de 1910 amb dibuixos de Joan Garcia Junceda (número 9 de la Biblioteca Patufet, que va continuar al número 10: Noves aventures d'en Massagran) i va esdevenir un gran èxit, que de fet encara perdura.
El llibre va ser traduït al castellà, amb el títol Las aventuras extraordinarias de Noteapures, i també a l'italià, Avventure straordinarie di un ragazzo catalano.
L'any 1989, el segell Casals Joves va iniciar el projecte de recuperació dels clàssics de Folch i Torres, amb la publicació de les dues novel·les de Massagran, entre altres obres de l'autor.
L'any 2018, l'editorial Bambú va publicar una edició restaurada de les dues novel·les d'en Massagran (Les aventures extraordinàries d'en Massagran i Les noves aventures d'en Massagran). A través de la fundació Folch i Torres es van aconseguir dos exemplars originals de la primera edició, que van ser escanejats per a recuperar les il·lustracions de Junceda, de principis de segle xx, i oferir-ne una edició actual, amb la incorporació també dels canvis ortogràfics i gramaticals que l'Institut d'Estudis Catalans va establir el 2016.

## Adaptacions
El llibre ha donat origen a una sèrie publicada en forma de còmic, amb guió adaptat pel fill de l'autor, Ramon Folch i Camarassa, i dibuixada per Josep Maria Madorell seguint la tradició de la línia clara europea, en contraposició al còmic underground que s'estava imposant, i de la qual l'Editorial Casals en va editar quinze números entre el 1981 i el 2002, dels quals se’n van arribar a vendre 100.000 exemplars cada Nadal, donant continuïtat a la literatura infantil després de la dictadura franquista que va oprimir i eclipsar la cultura catalana.
També es va emetre en format televisiui se n'han fet dues obres de teatre, Les aventures d'en Massagran (1920) i Les aventures extraordinaries d'en Massagran (2005).

## Argument
En l'obra s'explica com en Massagran, fill d'un empleat de duanes, ja de molt petit sent especial atracció pel mar, fins que arriba un moment que, malgrat els consells en contra de la família, s'embarca amb la intenció de veure nous països i costums. A partir d'aquell moment tenen lloc un seguit de peripècies que el duran a l'Àfrica des d'on, després de variades aventures i amb nous amics, tornarà a Catalunya.

## A la cultura popular
La tribu dels Karpantes van inspirar un famosíssim protagonista d'historietes de còmic, Carpanta, d'Escobar, qui també va treballar per a En Patufet.
La revista Patufet també va crear un descendent d'en Massagran, les aventures del qual es van publicar a partir del 23 d'octubre de 1970 amb el títol de L'hereu d'en Massagran fins al 24 de desembre de 1971. Els guions sempre van ser de Folch i Camarassa, amb dibuixos de Josep Maria Beà, les disset primeres entregues, i del seu ajudant i amic Abel les trenta-tres següents.